# Peter Schnittger
Peter Schnittger (nascut el 22 de maig de 1941) és un entrenador de futbol alemany que ha dirigit diverses seleccions nacionals d'Àfrica i Àsia, com ara Costa d'Ivori, Camerun, Etiòpia, Tailàndia, Madagascar, Benín i Senegal. El 2006 va rebutjar una proposta de la Federació Algeriana de Futbol per entrenar la seva selecció.
Mentre entrenava la selecció del Camerun, també va entrenar al club local Léopard Douala.